# Concordia-Theater Bremen
Das Concordia-Theater Bremen war ein kleines Theater an der Schwachhauser Heerstraße in Bremen. Die schlichte Raumbühne besaß bis zuletzt keine aufwendige Technik und verfügte über 120 Zuschauerplätze. 2016 wurde das seit 2013 nur zeitweise als Restaurant genutzte Gebäude abgerissen.

## Geschichte
Die Anfänge des Concordia als kulturelle Einrichtung in Bremen reichen bis zur Mitte des 19. Jahrhunderts. Im damaligen Eisenbahnpavillon fanden ab 1851 regelmäßig an jedem Sonntagmorgen Gartenkonzerte mit geistlicher Musik statt. 1880 wurde das Gebäude in eine Schankwirtschaft mit dem Namen Concordia (lateinisch für ‚Eintracht‘) umgebaut. Die gastronomische Nutzung im vorderen Gebäudeteil hielt sich, mit Unterbrechungen und unter verschiedenen Betreibern, bis 2016.
Im Zweiten Weltkrieg wurde das Concordia nicht wesentlich beschädigt. Es waren nicht nur potentielle private Kinobetreiber, sondern auch Theaterensembles an der Nutzung des Saales interessiert. Weil sonst kaum eine der Bühnen im Stadtzentrum in nutzbarem Zustand erhalten war, wurde das Concordia 1945 vom Senat als Theaterspielstätte beschlagnahmt. Erst im Mai 1949 konnten im Hause an der Schwachhauser Heerstraße die Concordia-Lichtspiele eröffnet werden. Von 1952 bis 1969 wurde das Kino von Otto und Gretel Draber als Concordia-Filmtheater geführt.
Anfang der 1970er Jahre ließ Kurt Hübner, damals Intendant des Theater Bremen, den leerstehenden Bau umbauen. Ab dem 26. Januar 1971 war das Concordia die Studio-Bühne der Theater Bremens als Hausbühne des Bremer Tanztheaters. Viele bekannte Regisseure arbeiteten in diesem Theater, unter ihnen Rainer Werner Fassbinder. 1975 engagierte der Intendant Peter Stoltzenberg den ungarischen Schriftsteller und Regisseur George Tabori und gab ihm die Möglichkeit, im Concordia sein Theaterlabor mit einem Ensemble von zehn Schauspielern einzurichten. Taboris erstes Stück im Concordia war Talkshow, gefolgt von Ein Hungerkünstler, Siegmunds Freude und Hamlet. Seine Inszenierung des Hungerkünstlers löste einen kleinen Skandal aus, da er die Darsteller in einem Selbstversuch 40 Tage unter der Aufsicht eines Arztes fasten ließ. Der damalige Bremer Kultursenator Horst Werner Franke drohte, die Schauspieler zwangsernähren und den Regisseur verhaften zu lassen, was dazu führte, dass die Verträge mit den meisten Beschäftigten nicht verlängert wurden. Taboris Zeit am Concordia endete, als 1978 der Intendant wechselte.

## Nutzung bis zum Abriss

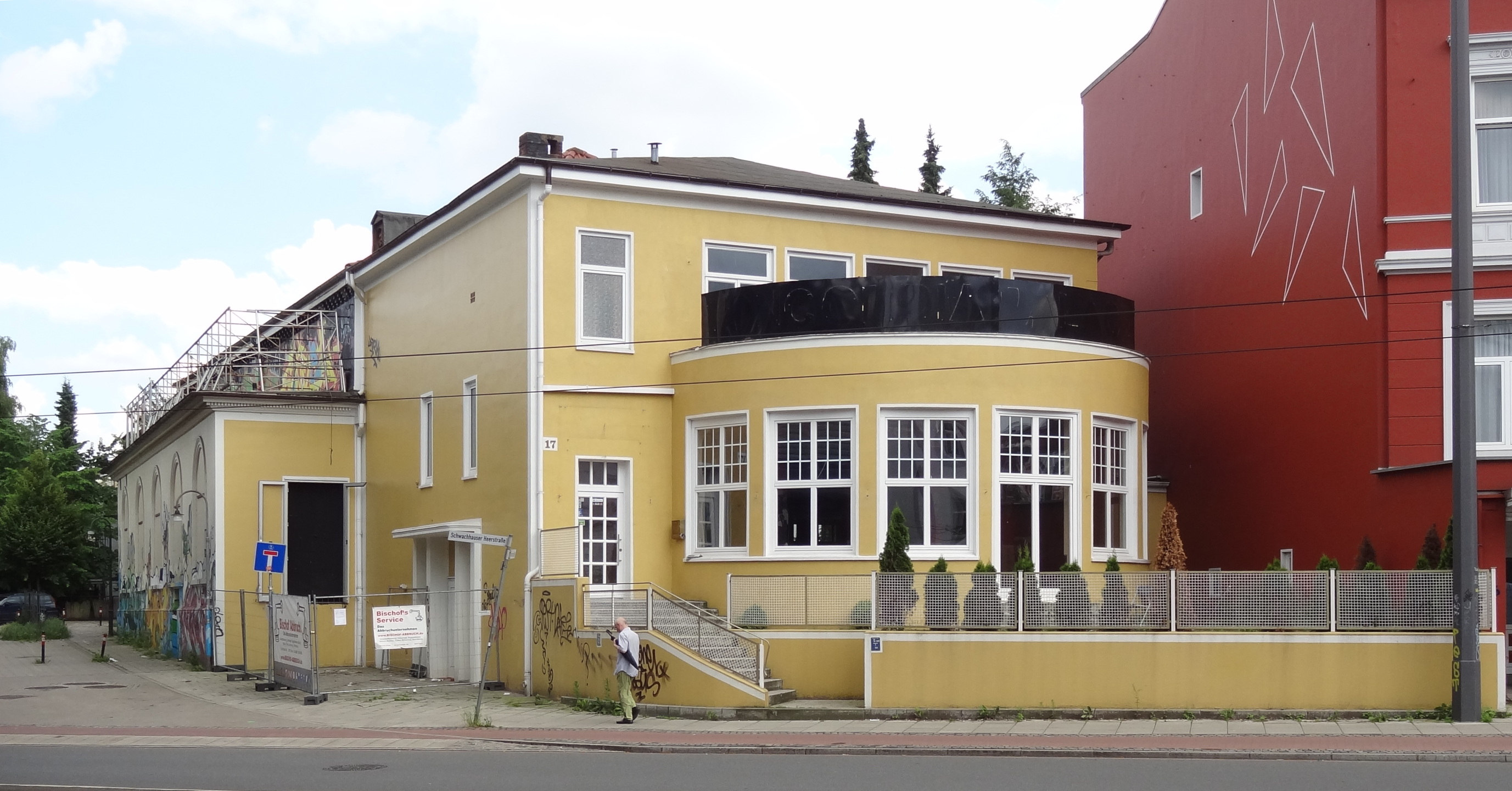
Ansicht vor dem Abriss

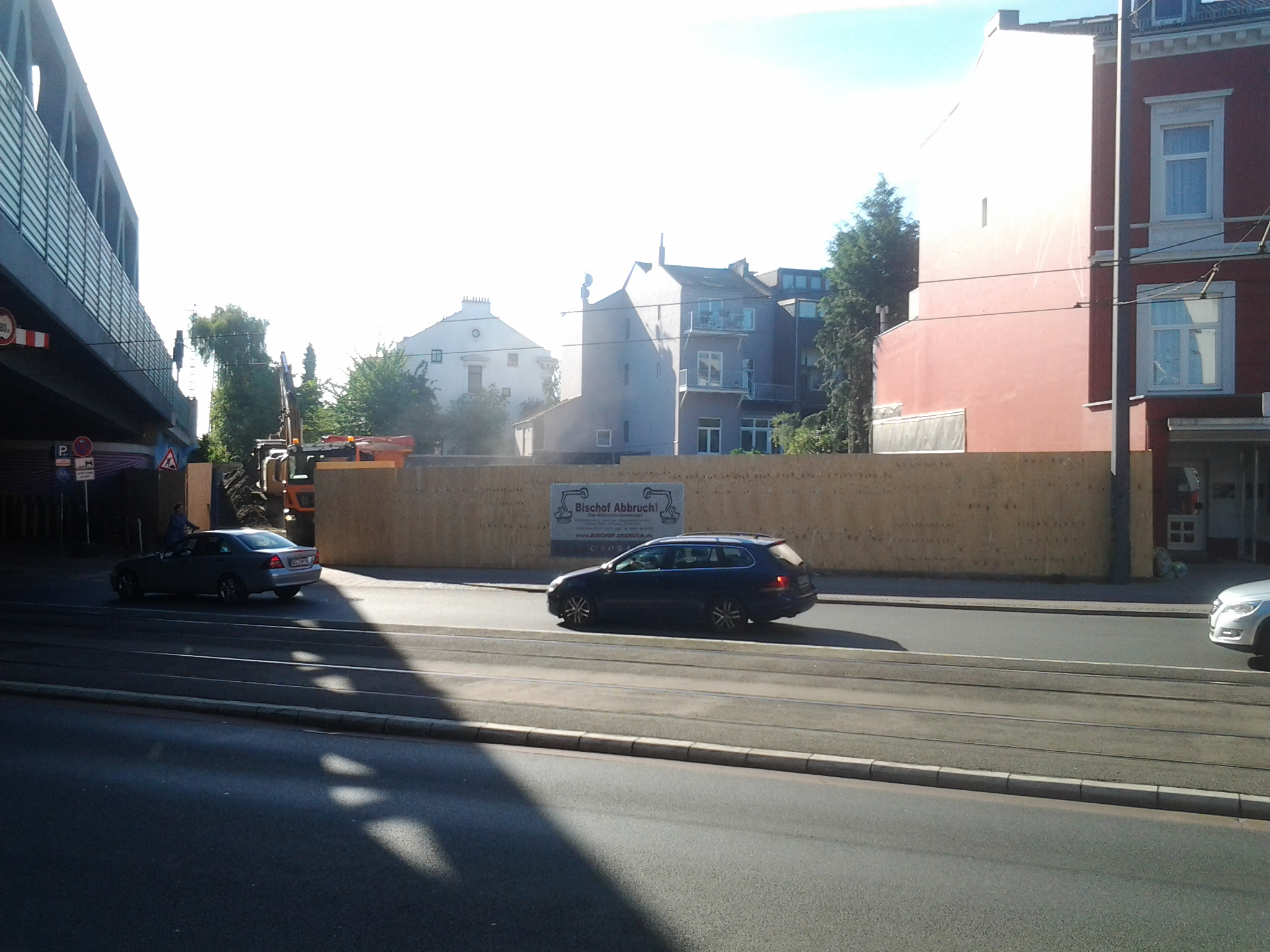
Grundstück im Juni 2017, Ansicht von der Schwachhauser Heerstraße

Zur Spielzeit 2007/08 trennte sich das Theater Bremen aus finanziellen Gründen vom Concordia und über einige Monate war ungewiss, ob das Haus eine Zukunft hat. In den Räumen des Theaters war für kurze Zeit ein Restaurant eingemietet, das sich nicht halten konnte. Schließlich einigten sich das theaterlabor Bremen und die bremer shakespeare company auf eine Kooperation. Neben Theater und Tanz sollten auch Musik und Literaturlesungen veranstaltet werden.
In der Spielzeit 2012/13 zog die bremer shakespeare company, während der Sanierung ihrer Spielstätte am Leibnizplatz, vorübergehend in das Concordia um. Später wurde in dem Gebäude ein armenisches Restaurant eingerichtet. Nach dessen Schließung im Sommer 2016 folgte der Abriss des Hauses. An seiner statt ist ein Gebäude mit 60 Appartements für Studierende errichtet worden.